# Miss Botsuana
Miss Botsuana (en inglés: Miss Botswana) es un concurso de belleza nacional en Botsuana. Se encarga de seleccionar a las representantes del país para el concurso Miss Mundo.
La actual Miss Botsuana es Ruth Thomas, quien fue coronada el 22 de marzo de 2025 en el Gaborone International Convention Centre en Gaborone (Botsuana).

## Ganadoras

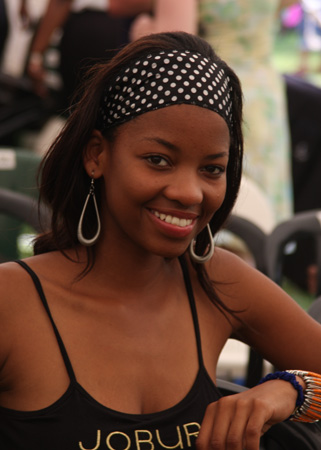
Itseng Kgomotso, Miss Botsuana 2007.

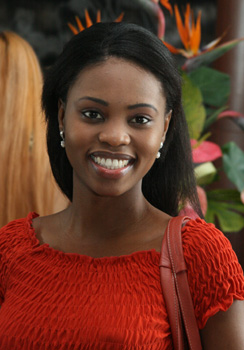
Malebogo Marumogae, Miss Botsuana 2006.

| Año  | Miss Botsuana               |
| ---- | --------------------------- |
| 1962 | Serwalo Gaseitsewe          |
| 1964 | Veronica Magosi             |
| 1965 | Lydia Tiyo                  |
| 1967 | Theresa Rantao              |
| 1968 | Veronica Gaosi              |
| 1969 | Seanokeng Moranyane         |
| 1970 | Lilian Taunyane             |
| 1971 | Beauty Seloiso              |
| 1972 | Agnes Letshebe              |
| 1973 | Priscilla Molefè            |
| 1974 | Rosemary Molefi             |
| 1975 | Lucy Mosinyi                |
| 1976 | Ida Mpatane                 |
| 1978 | Tshepho Chape               |
| 1979 | Doris Magula                |
| 1980 | Kefilwe Maribe              |
| 1981 | Shalike Kgalaeng            |
| 1982 | Peggy Lebum                 |
| 1983 | Dineo Ratsatsi              |
| 1984 | Stella Podile               |
| 1985 | Keanole Radimo              |
| 1986 | Boitumelo Matlapeng         |
| 1987 | Tuduetso Tselayakgosi       |
| 1988 | Grace Mafoko                |
| 1989 | Natasha April               |
| 1990 | Malebogo Kgotso             |
| 1991 | Shale Ntsima                |
| 1992 | Boitumelo Ramponye          |
| 1993 | Mpho Lekoko                 |
| 1994 | Hazel Kutlo Mmopi           |
| 1995 | Joyce Manase                |
| 1996 | Monica Semolekae            |
| 1997 | Mpule Kwelagobe             |
| 1998 | Earthen Mbulawa             |
| 1999 | Alimah Isaacs               |
| 2000 | Punah Serati                |
| 2001 | Masego Sebedi               |
| 2002 | Lomaswati Dlamini           |
| 2003 | Boingotlo Motlalakgosi      |
| 2004 | Judy Peacock                |
| 2005 | Lorato Tebogo               |
| 2006 | Malebogo Marumoagae         |
| 2007 | Itseng Kgomotso             |
| 2009 | Sumaiyah Marope             |
| 2010 | Emma Wareus                 |
| 2011 | Karabo Sampson              |
| 2012 | Tapiwa Anna-Marie Preston   |
| 2013 | Rosemary Keofitlhetse       |
| 2014 | Concurso cancelado          |
| 2015 | Seneo Mabengano             |
| 2016 | Thata Kenosi                |
| 2017 | Nicole Gaelebale            |
| 2018 | Moitshepi Elias             |
| 2019 | Oweditse Gofaone Phirinyane |
| 2021 | Palesa Molefe               |
| 2022 | Lesego Chombo               |
| 2024 | Anicia Gaothusi             |
| 2025 | Ruth Thomas                 |

## Representación internacional

### Miss Mundo
: Declarada como ganadora
     : Terminó como finalista
     : Terminó como una de las semifinalistas o cuartofinalistas
     : Terminó como ganadora de premios especiales
| Año                           | Miss Mundo Botsuana | Posición en Miss Mundo | Premios especiales |
| ----------------------------- | --- | --- | --- |
| 2025                          | Anicia Gaothusi | Top 40 | - Deportes (Top 32) - Talento (Top 48) |
| 2023                          | Lesego Chombo | Top 4 | - Miss Mundo África - Desafío Head-to-Head (ganadora) - Top Model (África) - Belleza con Propósito (Top 10) - Talento (Top 14) - Deportes (Top 32)   |
| 2022                          | Miss Mundo 2021 se reprogramó para el 16 de marzo de 2022 debido al brote de pandemia de COVID-19 en Puerto Rico, no comenzó ninguna edición en 2022 | Miss Mundo 2021 se reprogramó para el 16 de marzo de 2022 debido al brote de pandemia de COVID-19 en Puerto Rico, no comenzó ninguna edición en 2022 | Miss Mundo 2021 se reprogramó para el 16 de marzo de 2022 debido al brote de pandemia de COVID-19 en Puerto Rico, no comenzó ninguna edición en 2022 |
| 2021                          | Palesa Molefe | Top 40 | - Desafío Head-to-Head (ganadora) - Talento (Top 27) - Deportes (Top 32) - Multimedia (Top 10)                                                       |
| 2020                          | Debido al impacto de pandemia de COVID-19, no hubo concurso en 2020                                                                                  | Debido al impacto de pandemia de COVID-19, no hubo concurso en 2020                                                                                  | Debido al impacto de pandemia de COVID-19, no hubo concurso en 2020                                                                                  |
| 2019                          | Oweditse Gofaone Phirinyane | No clasificó | |
| 2018                          | Moitshepi Elias | No clasificó | |
| 2017                          | Nicole Lisa Gaelebale | Top 40 | |
| 2016                          | Thata Kenosi | No clasificó | |
| 2015                          | Seneo Paige Bambino Mabengano | No clasificó | |
| 2014                          | No compitió | No compitió | No compitió |
| 2013                          | Rosemary Keofitlhetse | No clasificó | |
| 2012                          | Tapiwa Anna-Marie Preston | No clasificó | |
| 2011                          | Karabo Sampson | Top 20 | |
| 2010                          | Emma Wareus | Primera finalista | - Miss Mundo África |
| 2009                          | Sumaiyah Pandor Marope | No clasificó | |
| 2008                          | Itseng Kgomotso | No clasificó | |
| 2007                          | Malebogo Marumoagae | No clasificó | |
| 2006                          | Lorato Pearl Tebogo | No clasificó | |
| 2005                          | Tshegofatso Abigail Tumisang Robi | No clasificó | |
| 2004                          | Juby Peacock | No clasificó | |
| 2003                          | Boingotlo Motlalekgosi | No clasificó | |
| 2002                          | Lomaswati Dlamini | No clasificó | |
| 2001                          | Masego Sebedi | No clasificó | |
| 2000                          | Puna Keleabetswe Serati | No clasificó | |
| 1999                          | Alimah Isaacs | No clasificó | |
| 1998                          | Earthern Pinkinyana Mbulawa | No clasificó | |
| 1997                          | Mpule Kwelagobe | No clasificó | |
| 1996                          | Joyce Manase | No clasificó | |
| 1995                          | Monica Somolekae | No clasificó | |
| 1994                          | Hazel Kutlo Mmopi | No clasificó | |
| No compitió entre 1975 y 1993 | | | |
| 1974                          | Rosemary Moleti | No clasificó | |
| 1973                          | Priscilla Molefe | No clasificó | |
| 1972                          | Agnes Motswere Letsebe | No clasificó | |

### Miss Supranacional
: Declarada como ganadora
     : Terminó como finalista
     : Terminó como una de las semifinalistas o cuartofinalistas
     : Terminó como ganadora de premios especiales:
| Año  | Miss Supranacional Botsuana | Posición en Miss Supranacional | Premios especiales      |
| ---- | --------------------------- | ------------------------------ | ----------------------- |
| 2024 | Leah Barobetse              | No clasificó                   |                         |
| 2023 | Dabilo Moses                | Top 24 (20.º lugar)            | - Miss Talento (Top 29) |